# GAP 15
GAP 15 (рус. ГАП 15) — офисное высотное здание в районе Штадтмитте города Дюссельдорф — столицы федеральной земли Северный Рейн-Вестфалия, построенное в стиле модернизма в 2003—2005 годах. Здание расположено на площади Graf-Adolf-Platz (рус. Граф-Адольф-Плац) 15, что и обусловило его название.

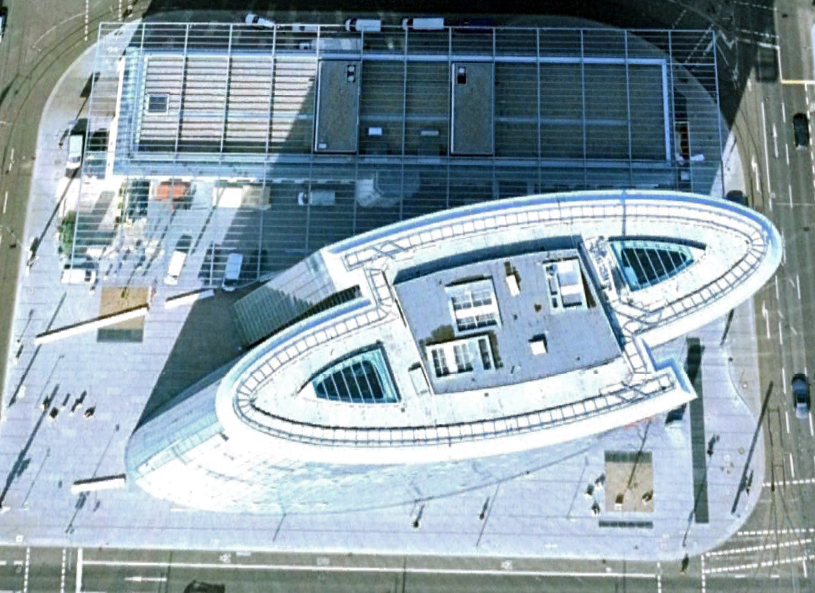
Вид здания сверху

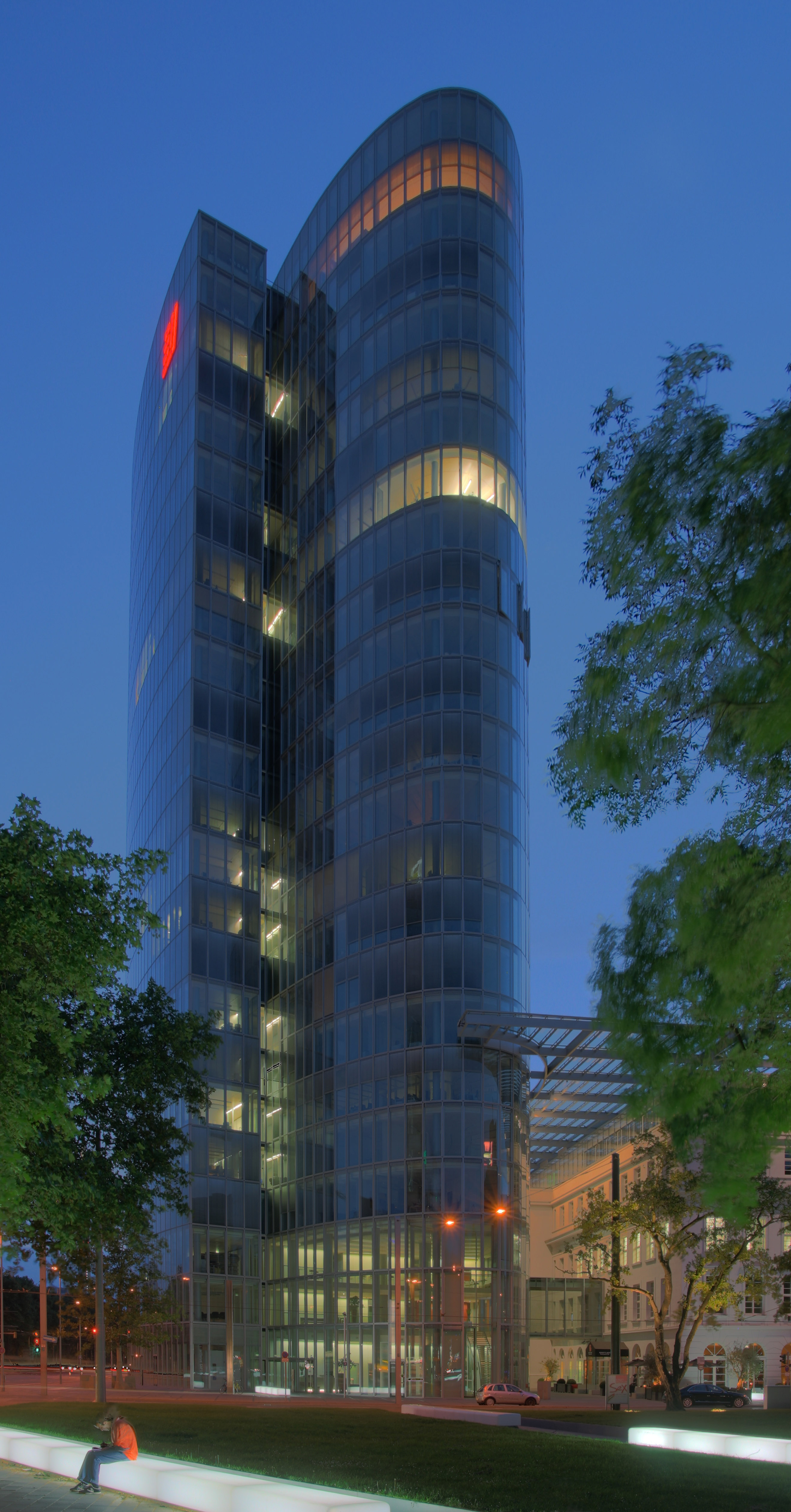
GAP 15 ночью

## Проект
GAP 15 представляет собой комплекс высотного здания (24 этажа, 90 м) и 5-этажного здания, связанных между собой стеклянной мостиком-галереей, проходящим на высоте 2-го этажа, и стеклянной крышей. Высотное здание в плане представляет собой два неполных эллипса либо приплюснутую букву «S». Высотное здание представляет собой облицованную стеклом железобетонную конструкцию.

Проект здания выполнен дюссельдорфским архитектурным бюро «JSK Architekten». Здание построено на территории бывшего почтового управления. 5-этажное здание — это одно из сохранившихся почтовых сооружений.

## Строительство
Строительные работы выполнялись на протяжении двух лет компанией «Schüßler-Plan Ingenieurgesellschaft mbH» при участии компании «HOCHTIEF AG».

Этапы строительства GAP 15:
- возведение железобетонной конструкции: сентябрь 2003 — декабрь 2004;
- остекление фасада: май 2004 — февраль 2005;
- внутренние отделочные работы: июнь 2004 — июнь 2005.

## Использование
GAP 15 имеет 49 000 м², предоставляемых под офисное применение. Большую часть помещений занимает представительство британской аудиторской компании «Ernst & Young». Также в здании находятся офисы банка Weberbank, компании «Michael Page International (Deutschland) GmbH», адвокатской фирмы «Luther Rechtsanwaltsgesellschaft mbH» и др.